# Большая Мёша
Большая Мёша (тат. Олы Мишә, тат. Олы Япавыл) — село в Тюлячинском районе Татарстана. Административный центр Большемешского сельского поселения.

## География
Находится на левом притоке реки Мёша, в 20 км к юго-востоку от села Тюлячи.

## История
Известна с периода Казанского ханства. В XVIII — первой половине XIX века жители относились к сословию государственных крестьян. Занимались земледелием (в начале XX века земельный надел сельской общины составлял 893 десятины), разведением скота. 
В «Списке населенных мест по сведениям 1859 года», изданном в 1866 году, населённый пункт упомянут как казённая деревня Большая Мёша 1-го стана Мамадышский уезда Казанская губернии. Располагалась при речке Мёше, по левую сторону Зюрейского торгового тракта, в 60 верстах от уездного города Мамадыша и в 43 верстах от становой квартиры во владельческом селе Кукморе (Таишевский Завод). В деревне, в 51 дворе жили 317 человек (139 мужчин и 178 женщин), была мечеть.
В начале XX века здесь действовали 2 мелочные лавки. До 1920 года село входило в Елышевскую волость Мамадышского уезда Казанской губернии. С 1920 года в составе Мамадышского кантона ТАССР. С 10.08.1930 в Сабинском, с 04.10.1991 в Тюлячинском районах.

## Население
| 1782 | 1859 | 1897 | 1908 | 1920 | 1926 | 1938 | 1949 | 1970 | 1979 | 1989 | 2000 |
| ---- | ---- | ---- | ---- | ---- | ---- | ---- | ---- | ---- | ---- | ---- | ---- |
| 35   | 317  | 465  | 573  | 579  | 540  | 533  | 530  | 495  | 440  | 369  | 389  |

Национальный состав села — татары.

## Экономика
Полеводство, мясо-молочное скотоводство, овцеводство.

## Инфраструктура
Средняя школа, дом культуры, библиотека.